# Radio Watykańskie
Radio Watykańskie (łac. Statio Radiophonica Vaticana, wł. Radio Vaticana) – rozgłośnia radiowa Stolicy Apostolskiej, powstała 12 lutego 1931 roku. Emituje całodobowe programy w wielu językach (m.in. w języku esperanto), od 1938 roku także po polsku. Audycje rozgłośni zawierają informacje o działalności papieża, Stolicy Apostolskiej i Kościołów lokalnych oraz wiadomości o charakterze religijno-społecznym z całego świata, a także transmisje modlitwy Anioł Pański, audiencji generalnych i Podróży apostolskich papieża. Radio należy do Europejskiej Unii Nadawców.
27 czerwca 2015 roku papież Franciszek w liście apostolskim motu proprio ustanowił Sekretariat Komunikacji w Kurii Rzymskiej, który wchłonął Radio Watykańskie od 1 stycznia 2017, kończąc 85 lat niezależnej działalności organizacji.

## Transmisje w języku polskim
Sekcja Polska Radia Watykańskiego została powołana w 1938 roku. Do 1948 roku nadawano audycje dwa razy w tygodniu, a później codziennie. Polskie audycje Radia Watykańskiego odgrywały szczególną rolę w czasie II wojny światowej, będąc niejednokrotnie jedynym środkiem przekazywania wiadomości o sprawach kościelnych i narodowych do Polski. Po II wojnie światowej Sekcja Polska Radia Watykańskiego przez długi czas była jedyną rozgłośnią katolicką, której programy można było odbierać w Polsce. Wraz z wyborem Karola Wojtyły na papieża, Sekcja Polska rozpoczęła nadawać relacje z pielgrzymek papieskich, a od 1979 roku transmisje mszy świętych w języku polskim.

### Transmisje
Programy w języku polskim nadawane są w następujących porach:
- 6:00–6:20
- 16:15–16:29
- 20:00–20:20

Powyższe audycje retransmitowane są także przez stacje polskie:
- Polskie Radio Program I w porze 18:43–18:58
- Radio Maryja w porze 16:15–16:29
- Katolickie stacje lokalne: Radio Plus Śląsk, Radio eM, Radio Jasna Góra, Radio Fiat, Radio Rodzina, Radio Anioł Beskidów, Radio Nadzieja, Radio Niepokalanów, Radio Głos, Radio Emaus, Radio Fara, Radio Via, Radio Podlasie, Radio RDN Małopolska i RDN Nowy Sącz, Radio Plus Warszawa, Radio Warszawa, Katolickie Radio Zamość, Katolickie Radio Diecezji Płockiej.